# トリニダード・トバゴの軍事
トリニダード・トバゴ国防軍（トリニダード・トバゴこくぼうぐん、英: Trinidad and Tobago Defence Force, TTDF）は、トリニダード・トバゴの軍事組織。
2023年時点で総員約5000人。
トリニダード・トバゴ大統領の指揮の下、国家安全保障大臣を通じて文民統制を受ける。国家安全保障省傘下の軍事組織で、陸軍であるトリニダード・トバゴ連隊、沿岸警備隊と航空警備隊および国防軍予備役がある。
1962年にイギリスによる植民地支配から独立して以来、カリブ海諸国有数の軍隊でもある。
トリニダード・トバゴ国防軍には世界で唯一のスティールパン軍楽隊がある。

## 組織構成

### 陸軍
トリニダード・トバゴ連隊（トリニダード・トバゴれんたい）は、国防軍の主要部門を構成している。人員規模約2,000人で連隊本部と4個の大隊（軽歩兵×2個、技術×1個、支援補給×1個）から成る。これ以外にも、義勇国防軍から名称を変更した国防軍予備役もある。連隊には2つの主要任務があり、国土防衛と地方法執行機関の支援がある。
1970年のブラック・パワーによる騒乱では　チャガラマス（Chaguaramas）に所在する連隊駐屯地であるテトロン兵営からポートオブスペインへ向かおうとした叛徒に対し発砲してこれを阻止した。

### 沿岸警備隊
トリニダード・トバゴ沿岸警備隊（トリニダード・トバゴえんがんけいびたい）は、領海警備を主とし捜索救難や麻薬取締り活動を任務とする。人員規模は約700人で、沿岸警備隊長は海軍大佐が就く。
主要基地は、ストーブルズ・ベイ（staubles bay）、ハーツ・カット（Hart`s Cut）、ポイント・フォーティン（Point Fortin）、トバゴ（Tobago）、ゲイレオタ（Galeota）にある。

### 航空警備隊
トリニダード・トバゴ航空警備隊（トリニダード・トバゴこうくうけいびたい）は、1966年に創設された。元々は沿岸警備隊航空隊であったが、1977年に分離され運用される事となる。2005年に航空警備隊に改称された。
主要航空基地はピアルコ国際空港（Piarco International Airport）とクラウン・ポイント国際空港（Crown Point International Airport）にあり、主たる任務は領空警備であるが実態は輸送業務や救難業務となっている。人員規模は約50人で航空警備隊長は空軍大佐が就く。

### 国防軍予備役
トリニダード・トバゴ国防軍予備役（トリニダード・トバゴこくぼうぐんよびえき）は、かつて存在したトリニダード・トバゴ義勇国防軍（トリニダード・トバゴぎゆうこくぼうぐん）を母体とする予備役である。
主たる任務は正規軍と地方自治体を支援し、召集後、即時戦闘できる状態を維持することにある。
近年は法執行機関を支援するために動員された。例としては2009年に開催された第5回米州サミットの警備のために召集された。

## 装備

### 車両
- ランドローバー・ディフェンダー
- M35 2.5tトラック

### 火器
- FN ブローニング・ハイパワー
- ヘッケラー&コッホ社製9mm拳銃
- スミス&ウェッソン社製38口径拳銃
- S&W M&P9
- UZI
- FN P90
- MP5
- スターリング
- M16
- IMI ガリル
- L1A1
- IMI ネゲヴ
- FN MAG
- ブレン軽機関銃
- M60機関銃
- ブローニングM2重機関銃
- ブラント60mmLRガンモータ
- L16 81mm 迫撃砲 × 6門
- B-300 82mmロケット発射筒 × 13門
- カールグスタフ × 24門

### 艦艇
警備艇など25隻を保有する。
- PCO
  - ネルソン（Nelson） × 1隻
- PFC
  - バラクーダ級（Barracuda） × 2隻
- PCI
  - プリマス（Plymouth）級100トン × 4隻
  - ポイント（Point）級100トン × 4隻
  - ワスプ（Wasp）級100トン × 2隻
- その他 - 12隻

### 航空機
- C-26 メトロライナー × 2機
- セスナ 310 × 1機
- セスナ 172 × 1機
- セスナ 337　スーパースカイマスター × 1機
- セスナ 402 × 1機
- パイパー PA-31 × 2機
- アグスタウエストランド AW139 × 4機
- シコルスキー S-76 × 4機
- MBB Bo 105 × 4機
- SA 341 × 6機
- ユーロコプター エキュレイユAS355 × 1機
- 飛行船 × 2機